# Гільце

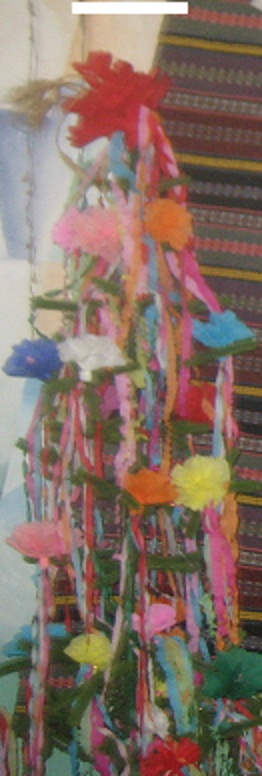
Гільце. Музей у Меджибожі

Гільце́, також вільце́, вильце́ (зменш.-пестл. «ві́лечко», «ви́лечко») — українське обрядове деревце. Зазвичай цими словами називали обрядове дерево традиційного українського весілля. Слово гільце являє собою похідне від гілка, гілля, варіанти вільце, вильце пояснюють впливом дієслова вити («вити + гільце»).
У різних областях України щодо весільного деревця могли вживатися інші назви: «весільна різка» («різга», «ріщка», «ришчка», «рожно», «рогаль», «ріжджка», «росічка»), «райське деревце», «сосонка», «дідування».
Весільне гільце влаштовували таким чином: гілки сосни в зимову пору року чи гілки листяного дерева влітку втикали в хліб або весільний коровай. Кожну прикрашали квітками, колоссям, калиновими ягодами, хмільними шишками, кольоровими, золотими й срібляними нитками, стрічками й папірцями. На гілках також кріпили невеликі воскові свічки, які засвічували. Біля гільця дружки сплітали вінок для нареченої, під час цього вони співали: «Благослови, мати, віночок сплітати, вінок для царівни нашої оселі, для сестри, для внучки праматері Лелі». Гільце присутнє і в самих весільних піснях: «Гільце-деревце з ялини, Із червоної калини, Із хрещатого барвінку, Із запашного васильку», «Нехай дівочки не прядуть, Нехай Марусі вільце в'ють».
На думку дослідників поєднання гільця і хліба символізували єдність двох родів. Окрім того, саме звивання гільця могло пов'язуватися з виттям кубла, родинного гнізда. Вислів «робити гільце» («вити гільце») має й переносне значення — «виходити заміж».

## Інше значення
- Гільце — обрядове дерево свята Івана Купали, його ще називають «Купа́йлочком» («Купа́лицею»). Живе дерево вбирали квітами й стрічками, навколо нього співали купальських пісень[2].